# Platja del Goleró
La platja del Goleró és una platja natural del municipi de l'Ampolla (Baix Ebre), situada al Parc Natural del Delta de l'Ebre. Està delimitada al nord per la Gola de la Bassa de les Olles, que la separa de la platja de l'Arenal, i al sud per lo Desaigüe de lo Goleró, al límit del terme de Deltebre. Té una longitud de 1.132 metres i una amplada mitjana de 12 metres, formada per sorra i grava. Al rereplatja hi ha un cordó dunar amb rereduna.